# 코랄린 비탈리스
코랄린 비탈리스(프랑스어: Coraline Vitalis,  프랑스어 발음: [kɔʁalin vitalis] ( 듣기), 1995년 5월 9일~)는 프랑스의 펜싱 선수로 주 종목은 에페이다. 2024년 하계 올림픽에서 여자 에페 단체전 은메달을 획득했다.